# Коневски манастир
Коневски манастир Рођења Пресвете Богородице (рус. Коне́вский Рождество́-Богоро́дичный монасты́рь; фин. Konevitsan Jumalansynnyttäjän syntymän luostari) православни је мушки манастир који се налази под јурисдикцијом Виборшке и Приозерске епархије Руске православне цркве. Манастир се налази у јужном делу острва Коневец, на западу Ладошког језера, на северозападу европског дела Руске Федерације. Административно, манастир се налази на територији Приозерског рејона Лењинградске области.
Манастир је 1393. основао монах Арсеније Коневски († 12. јун 1447) чије мошти и данас почивају у манастирском комплексу. Најважнија манастирска реликвија је Коневска икона Мајке Божије коју је у манастир са Свете Горе донео управо његов оснивач, монах Арсеније.
Централни део манастира чини Малогоспојински саборни храм првобитно саграђен 1421. године. Након што су Швеђани освојили та подручја, манастир је рушен у два наврата, 1577. и 1610. године. Током Великог северног рата острво прелази у посед Руске Империје, односно руске државе у чијим границама се налази и данас. Већина садашњих грађевина на острву, односно у комплексу Коневског манастира датира из XIX и са почетка 20. века.
У периоду 1800—1809. саграђена је нова саборна црква са засебним звоником, док је сама црква имала традиционалних 5 купола. Звоник је саграђен у три нивоа и достизао је висину од 35 метара. На месту где се манастир првобитно налазио (али је касније премештен на више подручје због поплава) подигнута су два скита, Коневски и Казањски.
Након Октобарске револуције подручје око манастира улази у састав независне Финске, а сам манастир прелази под јурисдикцију Финске православне цркве.
Након Другог светског рата, у совјетском периоду цело острво и манастирски комплекс је служио као затворено војно подручје у којем су се налазили полигони за тестирање балистичких пројектила и хемијског оружја.
У манастиру су својевремено боравили и руски император Александар II Николајевич, руски песник Фјодор Тјутчев, књижевници Николај Лесков и Александар Дима.
Године 1990. манастир је враћен под јурисдикцију Руске православне цркве и данас је једно од значајнијих верских седишта тог дела Русије.